# 1979 في غانا
فيما يلي قوائم الأحداث التي وقعت خلال عام 1979 في غانا.

## سياسة

### تعيين في المنصب
- 4 يونيو – جيري راولينغز رئيس غانا.

### انتهاء فترة المنصب
- 4 يونيو – فريد أكوفو رئيس غانا.
- 24 سبتمبر – جيري راولينغز رئيس غانا.

## مواليد

### يناير
- 22 يناير – مايكل يانو لاعب كرة قدم ياباني.

### مارس
- 23 مارس – لورينس أدجي لاعب كرة قدم غاني.

### أغسطس
- 1 أغسطس – جونيور أغوغو لاعب كرة قدم غاني.

### نوفمبر
- 23 نوفمبر – فرانك أوبونج ملاكم غاني.

## وفيات

### يونيو
- 26 يونيو – فريد أكوفو (مواليد 1937)

### يوليو
- 17 يوليو – إدوارد أكوفو إدو (مواليد 1906)